# Swing - Un omaggio alla mia maniera
Swing - Un omaggio alla mia maniera è un album del 2008 di Orietta Berti.

## Descrizione
L'album racchiude alcune canzoni evergreen della musica leggera italiana e straniera (con due canzoni recenti, Amami per sempre di Amalia Gré e Colpevole, incisa da Nicola Arigliano, ed un inedito, Preludio) arrangiate in stile swing da Sandro Comini (tranne Colpevole, arrangiata da Luca Seganti, Amami per sempre, arrangiata da Maurizio Di Nicola e Un anno d'amore, arrangiata da Stefano Medioli); Comini è, con la Berti, il produttore artistico dell'album, mentre il produttore esecutivo è Osvaldo Paterlini.
Le registrazioni sono state effettuate agli "Studi Lead" di Roma; i tecnici del suono e del missaggio sono Gianni Rocci, Giuseppe Ranieri e Comini.
Per un errore nel libretto interno è riportato come autore del testo italiano di Mambo italiano Renato Carosone, al posto di Gian Carlo Testoni e Gaspare Gabriele Abbate; Carosone fu, con Lidia Martorana, il primo esecutore della versione in italiano.
L'artwork è curato da Otis Paterlini.

## Tracce
1. Amore fermati – 4:07 (testo: Italo Terzoli e Bernardino Zapponi – musica: Gorni Kramer)
2. Estate – 3:50 (testo: Bruno Brighetti – musica: Bruno Martino)
3. Tu vuo fa l'americano – 3:37 (testo: Nisa – musica: Renato Carusone)
4. Colpevole – 3:06 (testo: Franco Fasano e Andrea Vaschetti – musica: Franco Fasano, Gianfranco Grottoli e Andrea Vaschetti)
5. Preludio – 0:34 (musica: Sandro Comini)
6. E la chiamano estate – 2:46 (testo: Franco Califano e Laura Zanin – musica: Bruno Martino)
7. Mambo Italiano – 3:15 (testo: Lidianni e Gabba – musica: Bob Merrill)
8. Amami per sempre – 4:14 (testo: Amalia Grezio e Paola Palma – musica: Amalia Grezio e Michele Ranauro)
9. More – 2:56 (testo: Marcello Ciorciolini – musica: Riz Ortolani e Nino Oliviero)
10. Tu si' 'na cosa grande – 3:36 (testo: Roberto Gigli – musica: Domenico Modugno)
11. Perfidia – 3:09 (testo: Alberto Larici (testo italiano) e Armando Domínguez (testo originale) – musica: [[Alberto Domínguez]] e Armando Domínguez)
12. 'O sarracino – 3:18 (testo: Nisa – musica: Renato Carusone)
13. Un anno d'amore – 3:27 (testo: Mogol e Alberto Testa – musica: Nino Ferrer)
14. Arrivederci – 3:22 (testo: Giorgio Calabrese – musica: Umberto Bindi)

## Formazione
- Orietta Berti – voce
- Claudio Bonora – batteria
- Aldo Perris – basso
- Stefano Medioli – pianoforte, tastiera
- Gino Mariniello – chitarra
- Settimio Savioli – tromba
- Donald Castagnetti – trombone
- Sandro Comini – trombone
- Alessandro Tomei – sax